# Der geraubte Schleier

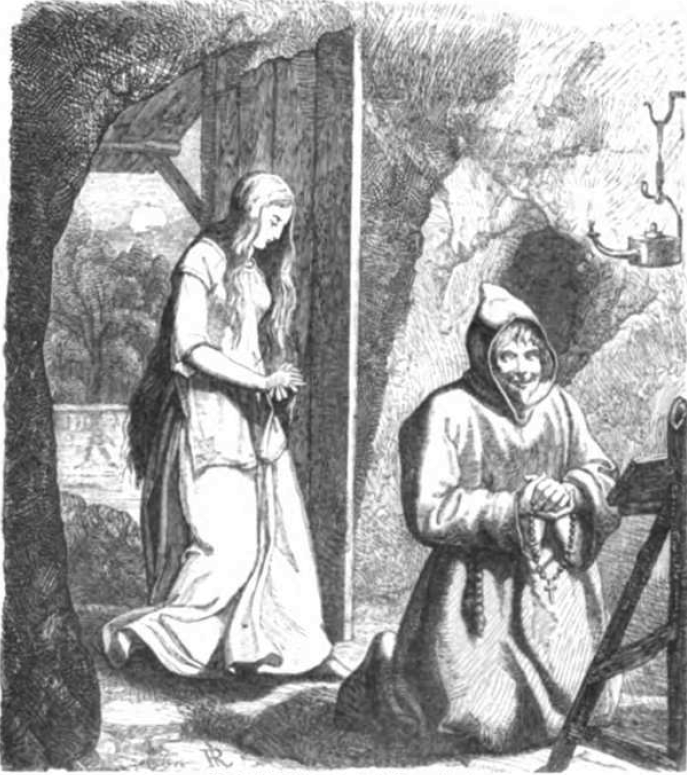
Das Feenkind Kalliste und Friedbert, Illustration von Rudolf Jordan

Der geraubte Schleier oder Das Märchen à la Montgolfier ist ein Märchen im dritten Band von Johann Karl August Musäus’ Volksmährchen der Deutschen, 1784.

## Inhalt
Nach der verlorenen Schlacht bei Lucka im Jahre 1307 fliehen sieben Schwaben vor den Wettinern. Sie übernachten in einem Backofen, wo Friedbert allein den wütenden Angriffen der Bäuerinnen entkommt. Der Einsiedler Benno am Schwanenteich nimmt ihn auf. Er erzählt Friedbert, wie er Zoe, die Frau des Fürsten Zeno auf der griechischen Insel Naxos liebte, fliehen musste und erfuhr, dass sie und andere, von Feen abstammende Frauen jedes Jahr zum Schwanenteich fliegen, dem sie ihre Jugend verdanken. Hier wartet er auf seine Schwänin Zoe. Vergeblich. Drei Jahre nach Friedberts Ankunft stirbt Benno. Friedbert verdient viel Geld damit, Bennos Hinterlassenschaften als Reliquien zu verkaufen. Eines Tages, als Schwanenmädchen wieder am See verweilen, beobachtet Friedbert die Badenden und verliebt sich in eine von ihnen. Er stiehlt ihr den Schleier, ohne den sie sich nicht wieder in einen Schwan verwandeln kann. Es ist Zoes Tochter Kalliste. Als sie verzweifelt in seine Hütte kommt, gibt er sich fromm und ahnungslos, gewinnt ihre Zuneigung und nimmt sie als Braut mit in seine schwäbische Heimat.
Am Morgen des Hochzeitstags gibt Friedberts Mutter ihr leichtfertig den Schleier. Zornig über Friedberts Täuschung öffnet Kalliste das Fenster, wirft den Schleier über sich, verwandelt sich in eine Schwänin und fliegt durch das Fenster davon. Musäus sinniert über den Flug: „Wenn sie aber aus dem Fenster fliegt, wer kann ihr folgen außer den Pariser Luftschwimmern?“ Friedbert folgt ihr zu Pferd und zu Schiff nach Naxos, gewinnt als vermeintlicher Ritter das Vertrauen der gealterten Zoe und entdeckt in deren Gemäldesammlung griechischer Schönheiten das Porträt der Kalliste. Von Zoe erfährt er, dass ihre Tochter Kalliste in einem Kloster lebt. Er erfährt auch, dass Fürst Zeno einst Zoes Schleier zerriss und sie darum nicht mehr ins Zwickauer Land fliegen konnte, um einerseits Benno wiederzusehen und andererseits ihre Jugend zu bewahren. Friedbert sucht Kalliste auf, die ihm nach anfänglichem Widerstreben seinen Diebstahl verzeiht. Die beiden heiraten nun wirklich. Das Besondere an dieser Ehe ist, dass Kalliste sich durch das Wunderbad immer wieder verjüngt, während Friedberts braune Locken zur Silberhochzeit an den Spitzen silbern werden. „Die schöne Kalliste aber glich noch einer Rose, die im schönsten Lenz blüht.“

## Herkunft
Musäus erzählt zuerst vom Schwanenteich nahe Zwickau im Erzgebirge, dessen unbekannte Heilkraft die des Karlsbads weit übertreffe, allerdings nur für die, welche von Feen abstammen. Das Schwanenfeld soll seinen Namen von einer solchen Volkssage haben. Friedbert sei mit sechs anderen Schwaben von der Schlacht bei Lucka geflohen, zu der Musäus Glafeys „Kern der sächsischen Geschichte“ bemüht – eine ähnliche Eingangsmotivation wie bei Rolands Knappen. Die Ähnlichkeit zum Schwank Die Sieben Schwaben bleibt flüchtig. Bennos unglückliche Liebesgeschichte soll auf Naxos spielen. Friedbert kommt aus Eglingen „auf der rauen Alp“.
Der Untertitel „Das Mährchen à la Montgolfier“ passt zum Heißluftballon der Gebrüder Montgolfier am 5. Juni 1783 in Paris. Walter Scherf denkt bei dem Ring an KHM 92 Der König vom goldenen Berg, bei dem Verlies an den Eiskeller in Grünus Kravalle (Johann Wilhelm Wolfs Deutsche Hausmärchen, Nr. 29). Die Ritterromanze diene Musäus zum Spott über Frömmelei und Heuchelei. Harlinda Lox sieht Schwanenjungfrau-Motive und eine etymologische Sage zu Zwickau. Die Verbreitung von Schwanjungfrauerzählungen entspricht der des nordeurasiatischen Schamanismus. Wie Wolf-Dieter Storl bemerkt, ist der Schwan nicht Luft- noch Landtier, ein Zwischenwesen, als das Geistwesen uns besuchen, wie die Walküren, wie Lohengrin.

## Das Märchen und das BallettSchwanensee
Das Märchen Der geraubte Schleier gilt als eine der Quellen für Tschaikowskis berühmtes Handlungsballett Schwanensee in der Fassung von 1877. Der schwedische Choreograf Johan Inger griff einige Personen und Handlungsstränge des Märchens für eine choreografische Neuinterpretation von Schwanensee auf, die am 9. Dezember 2023 in der Semperoper uraufgeführt und vom Fernsehsender Arte live übertragen wurde. „Für das Semperoper Ballett nimmt der schwedische Tanzschaffende 2023 eine erneute Umdeutung vor, die tiefgründige Fragen behandelt: Welchen Einfluss haben Gewalt und Manipulation auf zwischenmenschliche Beziehungen? Welche Rolle spielen persönliche Freiheit, Respekt und Akzeptanz in einer Liebesbeziehung?“ Auch der Untertitel Das Märchen à la Montgolfier und die darin zum Ausdruck kommende Faszination des Schwebens wird unmittelbar aufgegriffen. In einem riesigen runden Spiegel über der Bühne „schweben“ die Abbilder der Tänzerinnen und Tänzer so, als würde sie ein fliegender Schwan von oben betrachten.